# Ota Benga

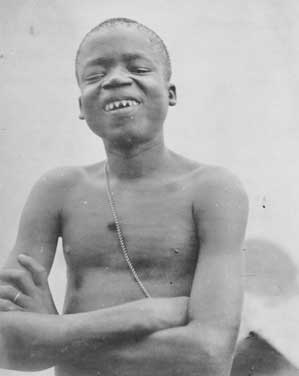
Ota Benga 1904.

Ota Benga, född 1881 eller 1884, död 20 mars 1916, var en kongolesisk pygmé av Twa-folket, som år 1906 ställdes ut i en zoologisk utställning tillsammans med en schimpans på Bronx Zoo i New York. Utställningen var avsedd att främja tanken på rashygien, rasbiologi och vetenskaplig rasism.

## Biografi
Ota Benga levde i skogarna nära Kasaifloden i det som då var Kongostaten, ägd av kung Leopold II av Belgien personligen. Ota Benga hade själv överlevt den massaker som kung Leopolds armé, Force Publique, hade utfört i hans hemby, men både hans fru och hans två barn hade dödats.
År 1904 reste den amerikanske affärsmannen Samuel Philips Verner till Afrika för att hämta hem pygméer till Världsutställningen i Saint Louis 1904. Efter ett avtal med en slavhandlare kunde han återvända till USA med Ota Benga och åtta andra pygméer. Ota Benga anlände till Saint Louis under den senare delen av år 1904. Under utställningen mötte han Geronimo, som kom att respektera och beundra Benga.
Efter flera månaders resor i USA ville man hitta ett hem åt Ota Benga och på förslag av Hermon Bumpus, som var chef för American Museum of Natural History, hamnade han på Bronx Zoo i New York. Där fick Benga till en början röra sig fritt och han hjälpte till att mata djuren. Men efterhand blev han själv allt mer av ett utställningsobjekt. Han tillbringade en del av tiden i aphuset. Man uppmuntrade honom till att hänga sin hängmatta där och till att skjuta med sin pilbåge. På "utställningens" första dag, den 8 september 1906 fann besökarna Benga i aphuset. Det sattes upp en skylt med texten
| ” | Den afrikanska pygmén Ota Benga. Ålder, 23 år. Längd, 4 fot 11 tum. Vikt, 103 pund. Hämtad från Kasaifloden, Kongofristaten, Södra Centralafrika, av Dr Samuel Verner. Visas varje eftermiddag under september. | „ |

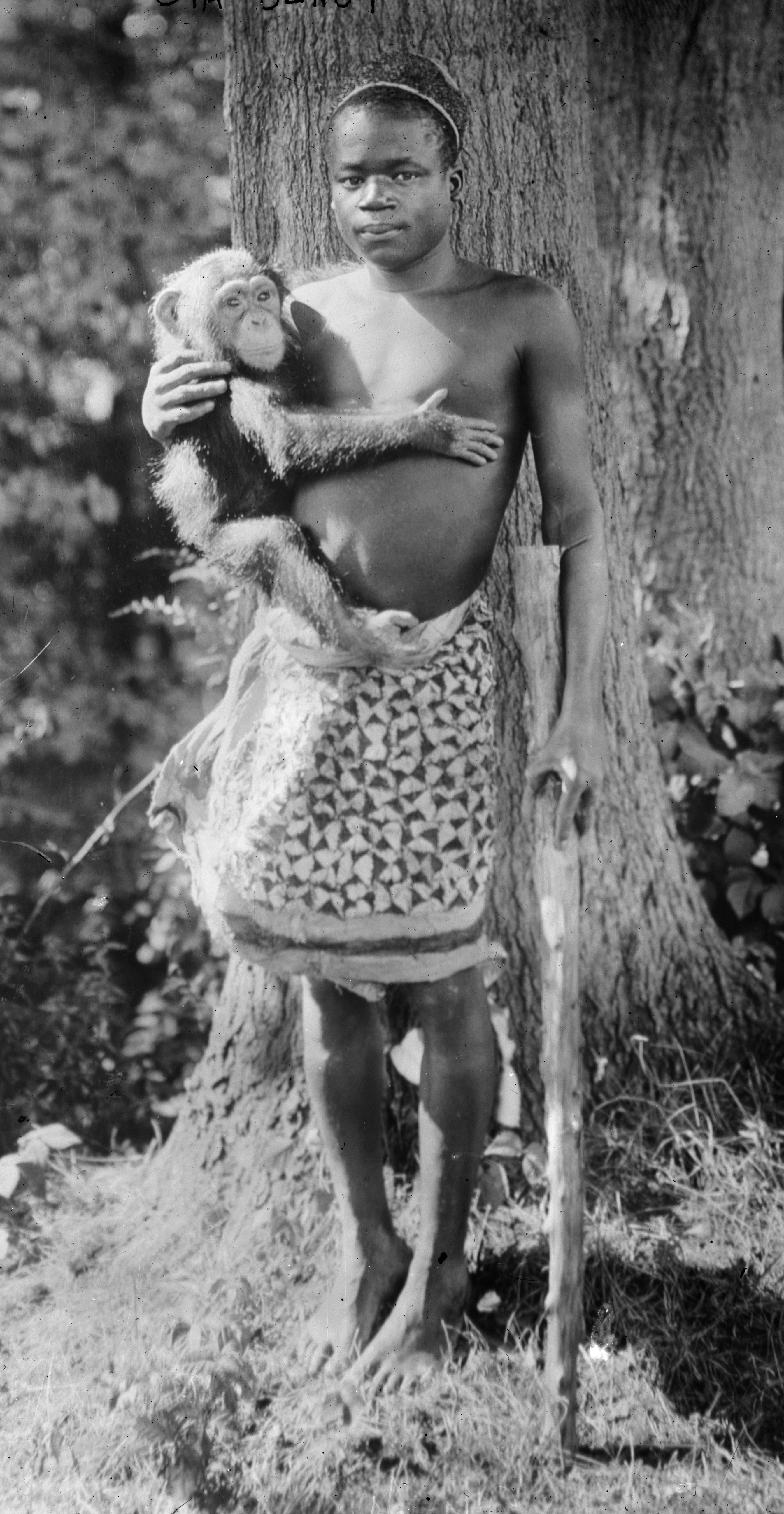
Ota Benga 1906. Bilden troligen från Bronx Zoo.

Djurparkens chef William Hornaday såg utställningen som värdefull och uppmuntrades av Madison Grant, som var en av tidens mer prominenta rasbiologer och rashygieniker.
Efter omedelbara protester från afro-amerikanska baptister tog Hornaday bort Ota Benga från utställningen. Man ansåg utställningen rasistisk. "Vi tycker att vår ras är nog förtryckt utan att bli utställda tillsammans med apor", sa prästen James H. Gordon, "Vi anser att vi är värda att bli betraktade som mänskliga varelser, med själar". Gordon ansåg också att utställningen var fientlig mot kristendomen genom att den propagerade för darwinismen: "Den darwinistiska teorin står absolut i motsättning till kristendomen, och en offentlig demonstration till dess fördel borde inte tillåtas". Efter protesterna förändrades villkoren så att Benga fick röra sig mer fritt i djurparken som en sorts interaktiv utställning. Som ett resultat av verbal och fysisk mobbning från folkmassorna förändrades hans beteende och han blev till slut något våldsam.
Den 10 september 1906 skrev New York Times om utställningen:
| ” | Den person som är ansvarig för den här utställningen degraderar sig själv lika mycket som han degraderar Afrikanen, sa Pastor R. MacArthur från Calvary Baptist Church. "I stället för att göra denne lille man till ett djur, borde han sättas i skolan så han kan utveckla de gåvor som Gud gav honom. Det är synd att det inte finns någon förening liknande den för Förhindrande av Grymhet mot Barn. Vi sänder våra missionärer till Afrika för att kristna människorna, och sen tar vi hit en av dem för att brutalisera honom. | „ |

Mot slutet av september 1906 fick Gordon på nytt ansvar för Ota Benga som då placerades på ett kyrkligt hem för föräldralösa. Han vistades där till i januari 1910 då Gordon ordnade så att han flyttades till Lynchburg i Virginia.
Under tiden i Virginia sattes kronor på Ota Bengas tänder, som han hade filat spetsiga i Kongo, och han fick kläder i amerikansk stil. Han fick ledning av Anne Spencer och deltog kortvarigt i undervisning vid Virginia Theological Seminary and College. Han lade dock ofta bort sina nya kläder och gav sig ut i de närliggande skogarna med sin pilbåge.
Han avbröt sin formella utbildning och började arbeta på en tobaksfabrik. Trots att han var kortväxt visade han sig vara en värdefull arbetare eftersom han kunde klättra upp för att hämta tobakslöven utan att använda stege. Hans arbetskamrater kallade honom Bingo och han berättade sitt livs historia i utbyte mot öl och smörgåsar.
Ota Benga var fångad mellan två världar; han kunde inte återvända till Afrika och i USA betraktades han mest som en kuriositet. Den 20 mars 1916, vid 32 års ålder, tände han en ceremoniell eld, genomförde en av stammens traditionella danser, och sköt sig själv i hjärtat med en stulen pistol. I dödsattesten angavs att hans namn var "Otto Bingo".
Han begravdes i en omärkt grav i de svartas sektion i Old City Cemetery, nära sin välgörare, Gregory Hayes. Senare konstaterades dock att båda kropparna försvunnit. Det påstås att Hayes och Ota Benga flyttades från Old Cemetery till White Rock Cemetery, en kyrkogård som senare övergavs och förföll.

## Eftermäle
Philips Verner Braford, sonson till Samuel Philips Verner, skrev 1992 en bok om Ota Benga med titeln Ota Benga: The Pygmy in the Zoo. I sin förstudie till boken besökte han American Museum of Natural History i New York som har en modell gjuten efter Ota Bengas kropp. Ännu i våra dagar har denna utställning beteckningen "Pygmé", istället för Bengas namn, trots att Verner själv invände mot detta för nästan hundra år sedan.
Ota Benga blev föremål för en kort film av brasilianen Alfeu Franca. Franca använde Verners originalfilmer från tidigt 1900-tal för att skapa 2002 års dokumentär Ota Benga: A Pygmy in America. I Brasilien visades filmen på festivalen É Tudo Verdade ("It's All True"). Det Brooklyn-baserade bandet Pinataland har en sång med titeln "Ota Benga's Namn" på en av sina skivor.